# 2021년 코파 아메리카 선수 명단
2021년 코파 아메리카는 2021년 6월 13일부터 7월 10일까지 브라질에서 열린 국제 축구 대회이다. 대회에 참가한 10개의 국가대표팀은 최소 3명의 골키퍼를 포함한 28명의 선수 명단을 등록해야 했는데, 이는 기존은 23명의 선수 명단에서 늘어난 것이다.
2021년 3월 22일, CONMEBOL 위원회 가상 회의에서 코로나19 범유행과 관련하여 선수 등록과 관련된 대회 규정을 확정 지었다.
처음에 10개의 국가대표팀은 최대 50명까지 예비 명단을 제출한 뒤 23명의 최종 명단을 결정했다. 그러나 2021년 5월 28일, CONMEBOL은 일부 축구 협회의 요청에 따라 예비 명단을 최대 60명, 최종 명단은 최대 28명까지 늘리기로 했다. 각 국가대표팀은 2021년 4월 27일 18:00 (UTC−4)까지 최대 50명의 예비 선수 명단을 CONMEBOL에 제출을 완료해야 했으며. 6월 1일까지 최대 10명의 예비 선수를 등록할 수 있었다. (규정 25조) 대회 개막 며칠 전에 2022년 FIFA 월드컵 남미 지역 예선의 7차전과 8차전이 치러지는 것을 고려하여 대회 개막 3일 전인 6월 10일 12:00 (UTC−4)까지 CONMEBOL에 최종 명단을 제출할 수 있다. 최종 명단의 모든 선수는 예비 명단에 포함된 선수여야 한다. (규정 27조)
최종 선수 명단이 28명까지 늘었지만, 토너먼트 경기에서는 12명의 교체 선수를 포함한 최대 23명의 선수까지 출전할 수 있다. 최종 명단을 제출한 이후에는, 각 팀은 첫 경기가 시작되기 24시간 전에 심각한 부상이 생겼을 때만 선수들을 교체할 수 있다. 또한, 경기 중에 다친 골키퍼의 경우에는 언제든지 다른 골키퍼로 교체할 수 있도록 허용됐다. (규정 28조) 또한, SARS-CoV-2 PCR 검사를 받은 선수는 대회 이전과 대회 도중 교체가 가능하다. (규정 30조)
모든 대체 선수는 CONMEBOL 의료 위원회의 승인을 받아야 하고 대체 선수는 예비 명단에 포함돼있지 않은 선수여도 엔트리 포함이 가능하다. 결선 토너먼트가 시작되기 전에 각 팀은 그들의 최종 명단에서 총 3명의 선수를 교체할 수 있었고, 교체 선수들은 예비 명단에 포함된 선수여야 한다. (규정 29조)
각 국가의 최종 명단은 2021년 6월 10일에 CONMEBOL이 발표했다.
각 선수의 나이는 대회 첫날인 2021년 6월 13일을 기준으로 하며, 선수들의 출전 경기 수와 득점 수는 대회 시작 이전 기준이다.

## A조

### 아르헨티나
감독:  리오넬 스칼로니
아르헨티나는 6월 11일에 28명의 최종 명단을 공개했다.  예비 명단은 공개되지 않았다.
| 번호 | 위치 | 선수                     | 생년월일 (나이)        | 출전 | 득점 | 소속                |
| ---- | ---- | ------------------------ | ---------------------- | ---- | ---- | ------------------- |
| 1    | GK   | 프랑코 아르마니          | 1986년 10월 16일(34세) | 15   | 0    | 리버 플레이트       |
| 2    | DF   | 루카스 마르티네스 콰르타 | 1996년 5월 10일(25세)  | 6    | 0    | 피오렌티나          |
| 3    | DF   | 니콜라스 탈리아피코      | 1992년 8월 31일(28세)  | 29   | 0    | 아약스              |
| 4    | DF   | 곤살로 몬티엘            | 1997년 1월 1일(24세)   | 7    | 0    | 리버 플레이트       |
| 5    | MF   | 레안드로 파레데스        | 1994년 6월 29일(26세)  | 30   | 4    | 파리 생제르맹       |
| 6    | DF   | 헤르만 페셀라            | 1991년 6월 27일(29세)  | 17   | 2    | 피오렌티나          |
| 7    | MF   | 로드리고 데 파울         | 1994년 5월 24일(27세)  | 23   | 0    | 우디네세            |
| 8    | DF   | 마르코스 아쿠냐          | 1991년 10월 28일(29세) | 29   | 0    | 세비야              |
| 9    | FW   | 세르히오 아구에로        | 1988년 6월 2일(33세)   | 97   | 41   | 맨체스터 시티       |
| 10   | FW   | 리오넬 메시 (주장)       | 1987년 6월 24일(33세)  | 144  | 72   | 바르셀로나          |
| 11   | MF   | 앙헬 디 마리아           | 1988년 2월 14일(33세)  | 105  | 20   | 파리 생제르맹       |
| 12   | GK   | 아구스틴 마르체신        | 1988년 3월 16일(33세)  | 8    | 0    | 포르투              |
| 13   | DF   | 크리스티안 로메로        | 1998년 4월 27일(23세)  | 2    | 1    | 아탈란타            |
| 14   | MF   | 에세키엘 팔라시오스      | 1998년 10월 5일(22세)  | 8    | 0    | 바이어 레버쿠젠     |
| 15   | FW   | 니콜라스 곤살레스        | 1998년 4월 6일(23세)   | 6    | 2    | VfB 슈투트가르트    |
| 16   | FW   | 호아킨 코레아            | 1994년 8월 13일(26세)  | 5    | 2    | 라치                |
| 17   | MF   | 니콜라스 도밍게스        | 1998년 6월 28일(22세)  | 8    | 1    | 볼로냐              |
| 18   | MF   | 귀도 로드리게스          | 1994년 4월 12일(27세)  | 10   | 0    | 레알 베티스         |
| 19   | DF   | 니콜라스 오타멘디        | 1988년 2월 12일(33세)  | 75   | 4    | 벤피카              |
| 20   | MF   | 조바니 로 셀소           | 1996년 4월 9일(25세)   | 24   | 2    | 토트넘 홋스퍼       |
| 21   | FW   | 앙헬 코레아              | 1995년 3월 9일(26세)   | 13   | 2    | 아틀레티코 마드리드 |
| 22   | FW   | 라우타로 마르티네스      | 1997년 8월 22일(23세)  | 23   | 11   | 인테르나치오날레    |
| 23   | GK   | 에밀리아노 마르티네스    | 1992년 9월 2일(28세)   | 2    | 0    | 애스턴 빌라         |
| 24   | FW   | 알레한드로 고메스        | 1988년 2월 15일(33세)  | 5    | 1    | 세비야              |
| 25   | DF   | 리산드로 마르티네스      | 1998년 1월 18일(23세)  | 2    | 0    | 아약스              |
| 26   | DF   | 나우엘 몰리나            | 1998년 4월 6일(23세)   | 1    | 0    | 우디네세            |
| 27   | FW   | 훌리안 알바레스          | 2000년 1월 31일(21세)  | 1    | 0    | 리버 플레이트       |
| 28   | GK   | 후안 무소                | 1994년 5월 6일(27세)   | 1    | 0    | 우디네세            |

### 볼리비아
감독:  세사르 파리아스
볼리비아는 6월 10일에 27명의 최종 명단을 공개했다. 예비 명단은 공개되지 않았다.
| 번호 | 위치 | 선수                   | 생년월일 (나이)        | 출전 | 득점 | 소속                |
| ---- | ---- | ---------------------- | ---------------------- | ---- | ---- | ------------------- |
| 1    | GK   | 카를로스 람페          | 1987년 3월 17일(34세)  | 36   | 0    | 올웨이즈 레디       |
| 2    | DF   | 하이로 킨테로스        | 2001년 2월 7일(20세)   | 1    | 0    | 볼리바르            |
| 3    | DF   | 호세 사그레도          | 1994년 3월 10일(27세)  | 25   | 0    | 더 스트롱기스트     |
| 4    | DF   | 루이스 아퀸            | 1997년 11월 15일(23세) | 18   | 1    | 멜리피야            |
| 5    | DF   | 아드리안 후시노        | 1992년 7월 9일(28세)   | 13   | 0    | AEL 라리사          |
| 6    | MF   | 레오넬 후스티니아노    | 1992년 7월 2일(28세)   | 30   | 1    | 볼리바르            |
| 7    | MF   | 후안 카를로스 아르세   | 1985년 4월 10일(36세)  | 76   | 12   | 올웨이즈 레디       |
| 8    | DF   | 디에고 베하라노        | 1991년 8월 24일(29세)  | 30   | 3    | 볼리바르            |
| 9    | FW   | 마르셀로 모레노 (주장) | 1987년 6월 18일(33세)  | 83   | 25   | 크루제이루          |
| 10   | FW   | 엔리 바카              | 1998년 1월 27일(23세)  | 9    | 0    | 오리엔테 페트롤레로 |
| 11   | FW   | 로드리고 라마요        | 1990년 10월 14일(30세) | 20   | 3    | 올웨이즈 레디       |
| 12   | GK   | 루벤 코르다노          | 1998년 10월 16일(22세) | 1    | 0    | 볼리바르            |
| 13   | MF   | 디에고 와야르          | 1993년 10월 15일(27세) | 22   | 0    | 더 스트롱기스트     |
| 14   | MF   | 모이세스 비야로엘      | 1998년 9월 7일(22세)   | 2    | 0    | 호르헤 윌스테르만   |
| 15   | MF   | 보리스 세스페데스      | 1995년 6월 19일(25세)  | 4    | 1    | 세르베트            |
| 16   | MF   | 에르윈 사베드라        | 1996년 2월 22일(25세)  | 25   | 2    | 볼리바르            |
| 17   | MF   | 로베르토 페르난데스    | 1999년 7월 12일(21세)  | 7    | 0    | 볼리바르            |
| 18   | FW   | 길베르트 알바레스      | 1992년 7월 4일(28세)   | 28   | 5    | 호르헤 윌스테르만   |
| 19   | DF   | 엔리케 플로레스        | 1994년 2월 1일(27세)   | 13   | 0    | 올웨이즈 레디       |
| 20   | MF   | 라미로 바카            | 1999년 7월 1일(21세)   | 8    | 1    | 더 스트롱기스트     |
| 21   | MF   | 에르윈 산체스          | 1992년 7월 23일(28세)  | 5    | 0    | 블루밍              |
| 22   | MF   | 다니 베하라노          | 1994년 1월 3일(27세)   | 27   | 0    | 라미아              |
| 23   | GK   | 하비에르 로하스        | 1996년 1월 14일(25세)  | 1    | 0    | 볼리바르            |
| 24   | FW   | 하우메 케야르          | 2001년 8월 23일(19세)  | 0    | 0    | SPAL                |
| 25   | FW   | 헤이손 추라            | 2002년 2월 3일(19세)   | 0    | 0    | 더 스트롱기스트     |
| 26   | DF   | 루이스 르네 바르보자   | 1993년 4월 3일(28세)   | 0    | 0    | 아우로라            |
| 27   | DF   | 오스카르 리베라        | 1992년 2월 10일(29세)  | 13   | 0    | 블루밍              |

### 우루과이
감독:  오스카르 타바레스
우루과이는 6월 10일에 26명의 최종 명단을 공개했다. 예비 명단은 공개되지 않았다.
| 번호 | 위치 | 선수                       | 생년월일 (나이)        | 출전 | 득점 | 소속                |
| ---- | ---- | -------------------------- | ---------------------- | ---- | ---- | ------------------- |
| 1    | GK   | 페르난도 무슬레라          | 1986년 6월 16일(34세)  | 118  | 0    | 갈라타사라이        |
| 2    | DF   | 호세 마리아 히메네스       | 1995년 1월 20일(26세)  | 62   | 8    | 아틀레티코 마드리드 |
| 3    | DF   | 디에고 고딘 (주장)         | 1986년 2월 16일(35세)  | 141  | 8    | 칼리아리            |
| 4    | DF   | 로날드 아라우호            | 1999년 3월 7일(22세)   | 1    | 0    | 바르셀로나          |
| 5    | MF   | 마티아스 베시노            | 1991년 8월 24일(29세)  | 43   | 3    | 인테르나치오날레    |
| 6    | MF   | 로드리고 벤탕쿠르          | 1997년 6월 25일(23세)  | 34   | 0    | 유벤투스            |
| 7    | MF   | 니콜라스 데 라 크루스      | 1997년 6월 1일(24세)   | 5    | 0    | 리버 플레이트       |
| 8    | MF   | 나이탄 난데스              | 1995년 12월 28일(25세) | 36   | 0    | 칼리아리            |
| 9    | FW   | 루이스 수아레스            | 1987년 1월 24일(34세)  | 118  | 63   | 아틀레티코 마드리드 |
| 10   | MF   | 히오르히안 데 아라스카에타 | 1994년 6월 1일(27세)   | 26   | 3    | 플라멩구            |
| 11   | DF   | 카밀로 칸디도              | 1995년 6월 2일(26세)   | 0    | 0    | 나시오날            |
| 12   | GK   | 마르틴 캄파냐              | 1989년 5월 29일(32세)  | 9    | 0    | 알바틴              |
| 13   | DF   | 지오반니 곤살레스          | 1994년 9월 20일(26세)  | 10   | 0    | 페냐롤              |
| 14   | MF   | 루카스 토레이라            | 1996년 2월 11일(25세)  | 28   | 0    | 아틀레티코 마드리드 |
| 15   | MF   | 페데리코 발베르데          | 1998년 7월 22일(22세)  | 24   | 2    | 레알 마드리드       |
| 16   | MF   | 브리안 로드리게스          | 2000년 5월 20일(21세)  | 10   | 3    | 알메리아            |
| 17   | DF   | 마티아스 비냐              | 1997년 11월 9일(23세)  | 11   | 0    | 파우메이라스        |
| 18   | FW   | 막시 고메스                | 1996년 8월 14일(24세)  | 19   | 3    | 발렌시아            |
| 19   | DF   | 세바스티안 코아테스        | 1990년 10월 7일(30세)  | 40   | 1    | 스포르팅 CP         |
| 20   | FW   | 조나탄 로드리게스          | 1993년 7월 6일(27세)   | 26   | 3    | 크루스 아술         |
| 21   | FW   | 에딘손 카바니              | 1987년 2월 14일(34세)  | 118  | 51   | 맨체스터 유나이티드 |
| 22   | DF   | 마르틴 카세레스            | 1987년 4월 7일(34세)   | 104  | 4    | 피오렌티나          |
| 23   | GK   | 세르히오 로체트            | 1993년 3월 23일(28세)  | 0    | 0    | 나시오날            |
| 24   | MF   | 페르난도 고리아란          | 1994년 11월 27일(26세) | 1    | 0    | 산토스 라구나       |
| 25   | FW   | 파쿤도 토레스              | 2000년 4월 13일(21세)  | 2    | 0    | 페냐롤              |
| 26   | FW   | 브리안 오캄포              | 1999년 6월 25일(21세)  | 0    | 0    | 나시오날            |

### 칠레
감독:  마르틴 라사르테
칠레는 6월 10일에 28명의 최종 명단을 공개했다. 예비 명단은 공개되지 않았다. 칠레의 조별 리그 최종전 이후, 기예르모 마리판의 부상으로 인해 6월 27일에 디에고 발렌시아로 교체됐다.
| 번호 | 위치 | 선수                           | 생년월일 (나이)        | 출전 | 득점 | 소속                    |
| ---- | ---- | ------------------------------ | ---------------------- | ---- | ---- | ----------------------- |
| 1    | GK   | 클라우디오 브라보 (주장)       | 1983년 4월 13일(38세)  | 128  | 0    | 레알 베티스             |
| 2    | DF   | 에우헤니오 메나                | 1988년 7월 18일(32세)  | 58   | 3    | 라싱                    |
| 3    | DF   | 기예르모 마리판 (6월 26일까지) | 1994년 5월 6일(27세)   | 28   | 2    | 모나코                  |
| 3    | FW   | 디에고 발렌시아 (6월 27일부터) | 2000년 1월 14일(21세)  | 0    | 0    | 우니베르시다드 카톨리카 |
| 4    | DF   | 마우리시오 이슬라              | 1988년 6월 12일(33세)  | 120  | 4    | 플라멩구                |
| 5    | DF   | 엔조 로코                      | 1992년 8월 16일(28세)  | 25   | 1    | 파티흐 카라귐뤼크       |
| 6    | DF   | 프란시스코 시에랄타            | 1997년 5월 6일(24세)   | 5    | 0    | 왓퍼드                  |
| 7    | MF   | 세자르 피나레스                | 1991년 5월 23일(30세)  | 15   | 1    | 그레미우                |
| 8    | MF   | 아르투로 비달                  | 1987년 5월 22일(34세)  | 119  | 32   | 인테르나치오날레        |
| 9    | FW   | 장 메네세스                    | 1993년 3월 16일(28세)  | 7    | 2    | 레온                    |
| 10   | FW   | 알렉시스 산체스                | 1988년 12월 19일(32세) | 138  | 46   | 인테르나치오날레        |
| 11   | FW   | 에두아르도 바르가스            | 1989년 11월 20일(31세) | 95   | 38   | 아틀레치쿠 미네이루     |
| 12   | GK   | 가브리엘 아리아스              | 1987년 9월 13일(33세)  | 13   | 0    | 라싱                    |
| 13   | MF   | 에리크 풀가르                  | 1994년 1월 15일(27세)  | 28   | 2    | 피오렌티나              |
| 14   | MF   | 파블로 갈라메스                | 1996년 12월 30일(24세) | 4    | 0    | 벨레스 사르스피엘드     |
| 15   | DF   | 다니엘 곤살레스                | 2002년 2월 20일(19세)  | 1    | 0    | 산티아고 원더러스       |
| 16   | FW   | 펠리페 모라                    | 1993년 8월 2일(27세)   | 8    | 1    | 포틀랜드 팀버스         |
| 17   | DF   | 가리 메델                      | 1987년 8월 3일(33세)   | 129  | 7    | 볼로냐                  |
| 18   | DF   | 세바스티안 베가스              | 1996년 12월 4일(24세)  | 12   | 1    | 몬테레이                |
| 19   | MF   | 토마스 알라르콘                | 1999년 1월 19일(22세)  | 3    | 0    | 오이긴스                |
| 20   | MF   | 차를레스 아랑기스              | 1989년 4월 17일(32세)  | 82   | 7    | 바이어 레버쿠젠         |
| 21   | FW   | 카를로스 팔라시오스            | 2000년 7월 20일(20세)  | 3    | 0    | 인테르나시오나우        |
| 22   | FW   | 벤 브레레턴                    | 1999년 4월 18일(22세)  | 0    | 0    | 블랙번 로버스           |
| 23   | GK   | 가브리엘 카스테욘              | 1993년 9월 8일(27세)   | 0    | 0    | 우아치파토              |
| 24   | FW   | 루시아노 아리아가다            | 2002년 4월 20일(19세)  | 0    | 0    | 콜로-콜로               |
| 25   | MF   | 마르셀리노 누녜스              | 2000년 3월 1일(21세)   | 0    | 0    | 우니베르시다드 카톨리카 |
| 26   | FW   | 클레멘테 몬테스                | 2001년 4월 25일(20세)  | 1    | 0    | 우니베르시다드 카톨리카 |
| 27   | MF   | 파블로 아랑기스                | 1997년 3월 17일(24세)  | 0    | 0    | 우니베르시다드 데 칠레  |
| 28   | MF   | 클라우디오 바에사              | 1993년 12월 23일(27세) | 8    | 0    | 톨루카                  |

### 파라과이
감독:  에두아르도 베리소
파라과이는 6월 10일에 28명의 최종 명단을 공개했다. 예비 명단은 공개되지 않았다.
| 번호 | 위치 | 선수                     | 생년월일 (나이)        | 출전 | 득점 | 소속                  |
| ---- | ---- | ------------------------ | ---------------------- | ---- | ---- | --------------------- |
| 1    | GK   | 안토니 실바              | 1984년 2월 27일(37세)  | 34   | 0    | 푸에블라              |
| 2    | DF   | 로베르트 로하스          | 1996년 4월 30일(25세)  | 7    | 1    | 리버 플레이트         |
| 3    | DF   | 오마르 알데레테          | 1996년 12월 26일(24세) | 5    | 0    | 헤르타 BSC            |
| 4    | DF   | 파비안 발부에나          | 1991년 8월 23일(29세)  | 18   | 0    | 웨스트햄 유나이티드   |
| 5    | MF   | 가스톤 히메네스          | 1991년 7월 27일(29세)  | 6    | 1    | 시카고 파이어         |
| 6    | DF   | 후니오르 알론소          | 1993년 2월 9일(28세)   | 33   | 1    | 아틀레치쿠 미네이루   |
| 7    | FW   | 카를로스 곤살레스        | 1993년 2월 3일(28세)   | 1    | 0    | UANL                  |
| 8    | MF   | 리차르드 산체스          | 1996년 3월 29일(25세)  | 15   | 1    | 아메리카              |
| 9    | FW   | 가브리엘 아발로스        | 1990년 10월 12일(30세) | 2    | 0    | 아르헨티노스 주니어스 |
| 10   | MF   | 미겔 알미론              | 1994년 2월 10일(27세)  | 31   | 2    | 뉴캐슬 유나이티드     |
| 11   | FW   | 앙헬 로메로              | 1992년 7월 4일(28세)   | 26   | 6    | 산로렌소              |
| 12   | GK   | 알프레도 아길라르        | 1988년 7월 18일(32세)  | 2    | 0    | 올림피아              |
| 13   | DF   | 알베르토 에스피놀라      | 1991년 2월 8일(30세)   | 4    | 0    | 세로 포르테뇨         |
| 14   | MF   | 안드레스 쿠바스          | 1996년 5월 22일(25세)  | 3    | 0    | 님                    |
| 15   | DF   | 구스타보 고메스 (주장)   | 1993년 5월 6일(28세)   | 47   | 3    | 파우메이라스          |
| 16   | MF   | 앙헬 카르도소            | 1994년 10월 19일(26세) | 6    | 0    | 세로 포르테뇨         |
| 17   | MF   | 알레한드로 로메로 가마라 | 1995년 1월 11일(26세)  | 6    | 3    | 알타아원              |
| 18   | FW   | 브라이안 사무디오        | 1995년 12월 23일(25세) | 5    | 0    | 차이쿠르 리제스포르   |
| 19   | DF   | 산티아고 아르사멘디아    | 1998년 5월 5일(23세)   | 10   | 0    | 세로 포르테뇨         |
| 20   | FW   | 안토니오 바레이로        | 1989년 4월 24일(32세)  | 6    | 1    | 리베르타드            |
| 21   | MF   | 오스카르 로메로          | 1992년 7월 4일(28세)   | 48   | 4    | 산로렌소              |
| 22   | GK   | 헤라르도 오르티스        | 1989년 3월 25일(32세)  | 0    | 0    | 온세 칼다스           |
| 23   | MF   | 마티아스 비야산티        | 1997년 1월 24일(24세)  | 10   | 0    | 세로 포르테뇨         |
| 24   | DF   | 다비드 마르티네스        | 1998년 1월 21일(23세)  | 0    | 0    | 리버 플레이트         |
| 25   | MF   | 브라이안 오제다          | 2000년 6월 27일(20세)  | 0    | 0    | 올림피아              |
| 26   | MF   | 로베르트 피리스 다 모타  | 1994년 7월 26일(26세)  | 6    | 0    | 플라멩구              |
| 27   | MF   | 호르헤 모렐              | 1998년 1월 22일(23세)  | 4    | 0    | 과라니                |
| 28   | FW   | 훌리오 엔시소            | 2004년 1월 23일(17세)  | 0    | 0    | 리베르타드            |

## B조

### 브라질
감독:  치치
브라질은 6월 9일에 24명의 최종 명단을 공개했다. 예비 명단은 공개되지 않았다. 브라질의 조별 리그 2차전 이후, 펠리피의 부상으로 인해 6월 26일에 레오 오르티즈로 교체됐다.
| 번호 | 위치 | 선수                         | 생년월일 (나이)        | 출전 | 득점 | 소속                |
| ---- | ---- | ---------------------------- | ---------------------- | ---- | ---- | ------------------- |
| 1    | GK   | 알리송                       | 1992년 10월 2일(28세)  | 45   | 0    | 리버풀              |
| 2    | DF   | 다닐루                       | 1991년 7월 15일(29세)  | 31   | 1    | 유벤투스            |
| 3    | DF   | 치아구 시우바 (주장)         | 1984년 9월 22일(36세)  | 93   | 7    | 첼시                |
| 4    | DF   | 마르키뉴스                   | 1994년 5월 14일(27세)  | 53   | 2    | 파리 생제르맹       |
| 5    | MF   | 카제미루                     | 1992년 2월 23일(29세)  | 50   | 3    | 레알 마드리드       |
| 6    | DF   | 알레스 산드루                | 1991년 1월 26일(30세)  | 25   | 1    | 유벤투스            |
| 7    | FW   | 히샤를리송                   | 1997년 5월 10일(24세)  | 25   | 9    | 에버턴              |
| 8    | MF   | 프레드                       | 1993년 3월 5일(28세)   | 13   | 0    | 맨체스터 유나이티드 |
| 9    | FW   | 가브리에우 제주스            | 1997년 4월 3일(24세)   | 43   | 18   | 맨체스터 시티       |
| 10   | FW   | 네이마르                     | 1992년 2월 5일(29세)   | 105  | 66   | 파리 생제르맹       |
| 11   | MF   | 이베르통 히베이루            | 1989년 4월 10일(32세)  | 10   | 0    | 플라멩구            |
| 12   | GK   | 웨베르통                     | 1987년 12월 13일(33세) | 4    | 0    | 파우메이라스        |
| 13   | DF   | 에메르송                     | 1999년 1월 14일(22세)  | 1    | 0    | 레알 베티스         |
| 14   | DF   | 에데르 밀리탕                | 1998년 1월 18일(23세)  | 10   | 0    | 레알 마드리드       |
| 15   | MF   | 파비뉴                       | 1993년 10월 23일(27세) | 13   | 0    | 리버풀              |
| 16   | DF   | 헤낭 로지                    | 1998년 4월 8일(23세)   | 8    | 0    | 아틀레티코 마드리드 |
| 17   | MF   | 루카스 파케타                | 1997년 8월 27일(23세)  | 15   | 3    | 리옹                |
| 18   | FW   | 비니시우스 주니오르          | 2000년 7월 12일(20세)  | 1    | 0    | 레알 마드리드       |
| 19   | FW   | 에베르통                     | 1996년 3월 22일(25세)  | 19   | 3    | 벤피카              |
| 20   | FW   | 호베르투 피르미누            | 1991년 10월 2일(29세)  | 50   | 16   | 리버풀              |
| 21   | FW   | 가브리에우 바르보자          | 1996년 8월 30일(24세)  | 7    | 2    | 플라멩구            |
| 22   | DF   | 펠리피 (6월 26일까지)        | 1989년 5월 16일(32세)  | 2    | 0    | 아틀레티코 마드리드 |
| 22   | DF   | 레오 오르티즈 (6월 26일부터) | 1996년 1월 3일(25세)   | 0    | 0    | 레드불 브라간치누   |
| 23   | GK   | 에데르송                     | 1993년 8월 17일(27세)  | 12   | 0    | 맨체스터 시티       |
| 25   | MF   | 더글라스 루이스              | 1998년 5월 9일(23세)   | 6    | 0    | 애스턴 빌라         |

### 콜롬비아
감독:  레이날도 루에다
콜롬비아는 6월 10일에 28명의 최종 명단을 공개했다. 예비 명단은 공개되지 않았다. 6월 13일, 콜롬비아의 조별 리그 1차전 이후에 야이로 모레노가 부상으로 인해 선수 명단에서 하차했다. 후안 페르네이 오테로는 SARS-CoV-2 검사에서 양성 반응을 보여 6월 15일에 프란크 파브라로 교체됐다.
| 번호 | 위치 | 선수                   | 생년월일 (나이)        | 출전 | 득점 | 소속                    |
| ---- | ---- | ---------------------- | ---------------------- | ---- | ---- | ----------------------- |
| 1    | GK   | 다비드 오스피나 (주장) | 1988년 8월 31일(32세)  | 107  | 0    | 나폴리                  |
| 2    | DF   | 스테판 메디나          | 1992년 6월 14일(28세)  | 23   | 0    | 몬테레이                |
| 3    | DF   | 오스카 무리요          | 1988년 4월 18일(33세)  | 17   | 0    | 파추카                  |
| 4    | DF   | 카를로스 쿠에스타      | 1999년 3월 9일(22세)   | 0    | 0    | 헹크                    |
| 5    | MF   | 윌마르 바리오스        | 1993년 10월 16일(27세) | 35   | 0    | 제니트 상트페테르부르크 |
| 6    | DF   | 윌리암 테시요          | 1990년 2월 2일(31세)   | 15   | 1    | 레온                    |
| 7    | FW   | 두반 사파타            | 1991년 4월 1일(30세)   | 22   | 4    | 아탈란타                |
| 8    | MF   | 구스타보 케야르        | 1992년 10월 14일(28세) | 9    | 1    | 알힐랄                  |
| 9    | FW   | 루이스 무리엘          | 1991년 4월 16일(30세)  | 38   | 8    | 아탈란타                |
| 10   | MF   | 에드윈 카르도나        | 1992년 12월 8일(28세)  | 41   | 5    | 보카 주니어스           |
| 11   | MF   | 후안 콰드라도          | 1988년 5월 26일(33세)  | 96   | 8    | 유벤투스                |
| 12   | GK   | 카밀로 바르가스        | 1989년 3월 9일(32세)   | 9    | 0    | 아틀라스                |
| 13   | DF   | 예리 미나              | 1994년 9월 23일(26세)  | 28   | 7    | 에버턴                  |
| 14   | FW   | 루이스 디아스          | 1997년 1월 13일(24세)  | 18   | 2    | 포르투                  |
| 15   | MF   | 마테우스 우리베        | 1991년 3월 21일(30세)  | 30   | 4    | 포르투                  |
| 16   | DF   | 다니엘 무뇨스          | 1996년 5월 25일(25세)  | 1    | 0    | 헹크                    |
| 17   | MF   | 야이로 모레노          | 1995년 4월 4일(26세)   | 8    | 0    | 파추카                  |
| 18   | FW   | 라파엘 산토스 보레     | 1995년 9월 15일(25세)  | 3    | 0    | 리버 플레이트           |
| 19   | FW   | 미겔 보르하            | 1993년 1월 26일(28세)  | 12   | 4    | 후니오르                |
| 20   | FW   | 알프레도 모렐로스      | 1996년 6월 21일(24세)  | 10   | 1    | 레인저스                |
| 21   | MF   | 세바스티안 페레스      | 1993년 3월 29일(28세)  | 8    | 1    | 보아비스타              |
| 22   | GK   | 알다이르 퀸타나        | 1994년 7월 11일(26세)  | 0    | 0    | 아틀레티코 나시오날     |
| 23   | DF   | 다빈손 산체스          | 1996년 6월 12일(25세)  | 34   | 0    | 토트넘 홋스퍼           |
| 24   | DF   | 혼 루쿠미              | 1998년 6월 26일(22세)  | 4    | 0    | 헹크                    |
| 25   | MF   | 발도메로 페랄사        | 1992년 6월 25일(28세)  | 0    | 0    | 아틀레티코 나시오날     |
| 26   | DF   | 프란크 파브라          | 1991년 2월 22일(30세)  | 22   | 1    | 보카 주니어스           |
| 27   | MF   | 레안드로 캄파스        | 2000년 5월 24일(21세)  | 0    | 0    | 데포르테스 톨리마       |
| 28   | FW   | 지미 차라              | 1991년 4월 2일(30세)   | 10   | 1    | 포틀랜드 팀버스         |

### 베네수엘라
감독:  조제 페제이루
베네수엘라는 5월 12일과 13일에 49명의 예비 명단을 공개했다. 28명의 최종 명단은 6월 10일에 공개했다. 6월 12일, CONMEBOL과 베네수엘라 축구 연맹은 8명의 선수를 포함한 11명에게서 SARS-CoV-2 양성 반응이 나왔다고 발표했으며, 그 결과 15명의 선수가 추가로 소집되어 선수단에 합류했다. 6월 12일, 토마스 링콘과 라파엘 로모가 SARS-CoV-2 검사에서 양성 반응을 보여 프란시스코 라 만티아와 루이스 로메로로 교체됐다. 첫 경기 이후 혼 찬세요르와 혼 무리요가 각각 SARS-CoV-2 검사에서 양성 반응을 보여 호세 마누엘 벨라스케스와 한 카를로스 우르타도로 교체됐다.
| 번호 | 위치 | 선수                                  | 생년월일 (나이)        | 출전 | 득점 | 소속                   |
| ---- | ---- | ------------------------------------- | ---------------------- | ---- | ---- | ---------------------- |
| 1    | GK   | 윌케르 파리녜스                       | 1998년 2월 15일(23세)  | 26   | 0    | 랑스                   |
| 2    | DF   | 나우엘 페라레시                       | 1998년 11월 19일(22세) | 4    | 0    | 모레이렌스             |
| 3    | DF   | 미켈 비야누에바                       | 1993년 4월 14일(28세)  | 27   | 2    | 산타 클라라            |
| 4    | DF   | 혼 찬세요르 (6월 16일까지)            | 1992년 1월 2일(29세)   | 20   | 1    | 브레시아               |
| 4    | DF   | 호세 마누엘 벨라스케스 (6월 17일부터) | 1990년 9월 8일(30세)   | 25   | 3    | 아로카                 |
| 5    | MF   | 후니오르 모레노                       | 1993년 7월 20일(27세)  | 24   | 1    | DC 유나이티드          |
| 6    | MF   | 양헬 에레라                           | 1998년 1월 7일(23세)   | 21   | 2    | 그라나다               |
| 7    | MF   | 헤페르손 사바리노                     | 1996년 11월 11일(24세) | 18   | 1    | 아틀레치쿠 미네이루    |
| 8    | DF   | 프란시스코 라 만티아                  | 1996년 2월 24일(25세)  | 1    | 0    | 데포르티보 라 과이라   |
| 9    | FW   | 페르난도 아리스테기에타 (주장)        | 1992년 4월 9일(29세)   | 21   | 1    | 마사틀란               |
| 10   | MF   | 예페르손 소텔도                       | 1997년 6월 30일(23세)  | 18   | 1    | 토론토 FC              |
| 11   | FW   | 세르히오 코르도바                     | 1997년 8월 9일(23세)   | 10   | 0    | 아르미니아 빌레펠트    |
| 12   | GK   | 호엘 그라테롤                         | 1997년 2월 13일(24세)  | 2    | 0    | 아메리카 데 칼리       |
| 13   | MF   | 호세 안드레스 마르티네스              | 1994년 9월 7일(26세)   | 1    | 0    | 필라델피아 유니언      |
| 14   | DF   | 루이스 마고                           | 1994년 9월 15일(26세)  | 12   | 2    | 우니베르시다드 데 칠레 |
| 15   | MF   | 혼 무리요 (6월 16일까지)              | 1995년 11월 21일(25세) | 31   | 4    | 톤델라                 |
| 15   | FW   | 한 카를로스 우르타도 (6월 17일부터)   | 2000년 3월 5일(21세)   | 3    | 0    | 레드불 브라간치누      |
| 16   | DF   | 로베르토 로살레스                     | 1988년 11월 20일(32세) | 86   | 1    | 레가네스               |
| 17   | FW   | 조세프 마르티네스                     | 1993년 5월 19일(28세)  | 53   | 11   | 애틀랜타 유나이티드 FC |
| 18   | MF   | 로물로 오테로                         | 1992년 11월 9일(28세)  | 39   | 6    | 코린치앙스             |
| 19   | FW   | 혼데르 카디즈                         | 1995년 7월 29일(25세)  | 4    | 0    | 내슈빌 SC              |
| 20   | DF   | 로날드 에르난데스                     | 1997년 9월 21일(23세)  | 17   | 0    | 애틀랜타 유나이티드 FC |
| 21   | DF   | 알렉산데르 다비드 곤살레스            | 1992년 9월 13일(28세)  | 50   | 1    | 말라가                 |
| 22   | GK   | 루이스 로메로                         | 1990년 11월 16일(30세) | 0    | 0    | 포르투게사             |
| 23   | MF   | 크리스티안 카세레스                   | 2000년 1월 20일(21세)  | 6    | 0    | 뉴욕 레드불스          |
| 24   | MF   | 베르날도 만사노                       | 1990년 7월 2일(30세)   | 3    | 0    | 데포르티보 라라        |
| 25   | MF   | 리차르드 셀리스                       | 1996년 4월 23일(25세)  | 1    | 0    | 카라카스               |
| 26   | MF   | 에드손 카스티요                       | 1994년 5월 18일(27세)  | 0    | 0    | 카라카스               |
| 27   | DF   | 요한 쿠마나                           | 1996년 3월 8일(25세)   | 0    | 0    | 데포르티보 라 과이라   |
| 28   | DF   | 아드리안 마르티네스                   | 1993년 7월 14일(27세)  | 0    | 0    | 데포르티보 라 과이라   |

### 에콰도르
감독:  구스타보 알파로
에콰도르는 6월 9일에 28명의 최종 명단을 공개했다. 예비 명단은 공개되지 않았다. 에콰도르의 조별 리그 최종전 이후, 다미안 디아스는 SARS-CoV-2 검사에서 양성 반응을 보여 6월 29일에 카를로스 그루에소로 교체됐다.
| 번호 | 위치 | 선수                             | 생년월일 (나이)        | 출전 | 득점 | 소속                    |
| ---- | ---- | -------------------------------- | ---------------------- | ---- | ---- | ----------------------- |
| 1    | GK   | 에르난 갈린데스                  | 1987년 3월 30일(34세)  | 0    | 0    | 우니베르시다드 카톨리카 |
| 2    | DF   | 펠릭스 토레스                    | 1997년 1월 11일(24세)  | 4    | 0    | 산토스 라구나           |
| 3    | DF   | 피에로 힌카피에                  | 2002년 1월 9일(19세)   | 0    | 0    | 타예레스                |
| 4    | DF   | 로베르트 아르볼레다              | 1991년 10월 22일(29세) | 22   | 2    | 상파울루                |
| 5    | MF   | 딕슨 아로요                      | 1992년 6월 1일(29세)   | 1    | 0    | 에멜레크                |
| 6    | MF   | 크리스티안 노보아                | 1985년 4월 9일(36세)   | 78   | 4    | 소치                    |
| 7    | DF   | 페르비스 에스투피냔              | 1998년 1월 21일(23세)  | 7    | 1    | 비야레알                |
| 8    | MF   | 피델 마르티네스                  | 1990년 2월 15일(31세)  | 33   | 8    | 티후아나                |
| 9    | FW   | 레오나르도 캄파나                | 2000년 7월 24일(20세)  | 6    | 0    | 파말리카오              |
| 10   | MF   | 다미안 디아스 (6월 29일까지)     | 1986년 5월 1일(35세)   | 2    | 0    | 바르셀로나              |
| 10   | MF   | 카를로스 그루에소 (6월 29일부터) | 1995년 4월 19일(26세)  | 29   | 1    | FC 아우크스부르크       |
| 11   | FW   | 미차엘 에스트라다                | 1996년 4월 7일(25세)   | 15   | 4    | 톨루카                  |
| 12   | GK   | 페드로 오르티스                  | 1990년 2월 19일(31세)  | 2    | 0    | 에멜레크                |
| 13   | FW   | 에네르 발렌시아                  | 1989년 11월 4일(31세)  | 57   | 31   | 페네르바흐체            |
| 14   | DF   | 사비에르 아레아가                | 1994년 9월 28일(26세)  | 12   | 1    | 시애틀 사운더스 FC      |
| 15   | FW   | 앙헬 메나                        | 1988년 1월 21일(33세)  | 27   | 6    | 레온                    |
| 16   | DF   | 마리오 피네이다                  | 1992년 7월 6일(28세)   | 9    | 0    | 바르셀로나              |
| 17   | DF   | 앙헬로 프레시아도                | 1998년 2월 18일(23세)  | 8    | 0    | 헹크                    |
| 18   | MF   | 아이르톤 프레시아도              | 1994년 7월 17일(26세)  | 17   | 1    | 산토스 라구나           |
| 19   | MF   | 곤살로 플라타                    | 2000년 1월 11일(21세)  | 10   | 4    | 스포르팅 CP             |
| 20   | MF   | 헤그손 멘데스                    | 1997년 4월 26일(24세)  | 18   | 0    | 올랜도 시티 SC          |
| 21   | MF   | 알란 프랑코                      | 1998년 8월 21일(22세)  | 9    | 1    | 아틀레치쿠 미네이루     |
| 22   | GK   | 알렉산데르 도밍게스 (주장)       | 1987년 6월 5일(34세)   | 59   | 0    | 벨레스 사르스피엘드     |
| 23   | MF   | 모이세스 카이세도                | 2001년 11월 2일(19세)  | 5    | 1    | 브라이턴 & 호브 앨비언  |
| 24   | DF   | 루이스 페르난도 레온             | 1993년 4월 11일(28세)  | 3    | 0    | 바르셀로나              |
| 25   | MF   | 호세 카라발리                    | 1997년 5월 19일(24세)  | 2    | 0    | 우니베르시다드 카톨리카 |
| 26   | FW   | 호르디 카이세도                  | 1997년 11월 18일(23세) | 2    | 0    | CSKA 소피아             |
| 27   | DF   | 디에고 팔라시오스                | 1999년 7월 12일(21세)  | 6    | 0    | 로스앤젤레스 FC         |
| 28   | DF   | 호세 안드레스 우르타도           | 2001년 12월 23일(19세) | 0    | 0    | 인데펜디엔테 델 바예    |

### 페루
감독:  리카르도 가레카
페루는 4월 27일에 50명의 예비 명단을 공개했고,  6월 1일에 확장된 60명의 예비 명단을 공개했다. 26명의 최종 명단은 6월 10일에 공개했다.
| 번호 | 위치 | 선수                 | 생년월일 (나이)        | 출전 | 득점 | 소속                         |
| ---- | ---- | -------------------- | ---------------------- | ---- | ---- | ---------------------------- |
| 1    | GK   | 페드로 가예세 (주장) | 1990년 2월 23일(31세)  | 68   | 0    | 올랜도 시티 SC               |
| 2    | DF   | 루이스 아브람        | 1996년 2월 27일(25세)  | 26   | 1    | 벨레스 사르스피엘드          |
| 3    | DF   | 알도 코르소          | 1989년 5월 20일(32세)  | 31   | 0    | 우니베르시타리오             |
| 4    | DF   | 안데르손 산타마리아  | 1992년 1월 10일(29세)  | 17   | 0    | 아틀라스                     |
| 5    | DF   | 미겔 아라우호        | 1994년 10월 24일(26세) | 19   | 0    | 에먼                         |
| 6    | DF   | 미겔 트라우코        | 1992년 8월 25일(28세)  | 52   | 0    | 생테티엔                     |
| 7    | MF   | 마르틴 타바라        | 1999년 3월 25일(22세)  | 0    | 0    | 스포르팅 크리스탈            |
| 8    | MF   | 세르히오 페냐        | 1995년 9월 28일(25세)  | 10   | 0    | 에먼                         |
| 9    | FW   | 잔루카 라파둘라      | 1990년 2월 7일(31세)   | 4    | 0    | 베네벤토                     |
| 10   | MF   | 크리스티안 쿠에바    | 1991년 11월 23일(29세) | 72   | 11   | 알파테                       |
| 11   | FW   | 알렉스 바렐라        | 1996년 5월 16일(25세)  | 0    | 0    | 우니베르시타리오             |
| 12   | GK   | 카를로스 카세다      | 1991년 9월 27일(29세)  | 6    | 0    | 멜가르                       |
| 13   | MF   | 레나토 타피아        | 1995년 7월 28일(25세)  | 58   | 4    | 셀타 비고                    |
| 14   | MF   | 윌데르 카르타헤나    | 1994년 9월 23일(26세)  | 6    | 0    | 고도이크루스                 |
| 15   | DF   | 크리스티안 라모스    | 1988년 11월 4일(32세)  | 77   | 3    | 우니베르시다드 세사르 바예호 |
| 16   | DF   | 마르코스 로페스      | 1999년 11월 20일(21세) | 6    | 0    | 새너제이 어스퀘이크스        |
| 17   | FW   | 루이스 이베리코      | 1998년 2월 6일(23세)   | 1    | 0    | 멜가르                       |
| 18   | FW   | 안드레 카리요        | 1991년 6월 14일(29세)  | 70   | 9    | 알힐랄                       |
| 19   | MF   | 요시마르 요툰        | 1990년 4월 7일(31세)   | 98   | 3    | 크루스 아술                  |
| 20   | FW   | 산티아고 오르메뇨    | 1994년 2월 4일(27세)   | 0    | 0    | 푸에블라                     |
| 21   | GK   | 호세 카바요          | 1986년 3월 1일(35세)   | 7    | 0    | 우니베르시타리오             |
| 22   | DF   | 알렉산데르 카옌스    | 1992년 5월 4일(29세)   | 13   | 1    | 뉴욕 시티 FC                 |
| 23   | MF   | 알렉시스 아리아스    | 1995년 12월 13일(25세) | 2    | 0    | 멜가르                       |
| 24   | MF   | 라시엘 가르시아      | 1994년 2월 15일(27세)  | 0    | 0    | 시엔시아노                   |
| 25   | DF   | 렌소 가르세스        | 1996년 6월 12일(25세)  | 0    | 0    | 우니베르시다드 세사르 바예호 |
| 26   | DF   | 힐마르 로라          | 2000년 10월 24일(20세) | 0    | 0    | 스포르팅 크리스탈            |

## 기록

### 나이
모든 나이는 대회가 시작한 2021년 6월 13일을 기준으로 한다.

#### 전체 선수
- 최고령:  클라우디오 브라보 (38년 61일)
- 최연소:  훌리오 엔시소 (17년 141일)

#### 골키퍼
- 최고령:  클라우디오 브라보 (38년 61일)
- 최연소:  루벤 코르다노 (22년 240일)

#### 주장
- 최고령:  클라우디오 브라보 (38년 61일)
- 최연소:  구스타보 고메스 (28년 38일)

### 선수별 통계

#### 클럽
| 선수 | 클럽 |
| ---- | --- |
| 7    | 리버 플레이트 · 볼리바르 |
| 6    | 아틀레티코 마드리드 |
| 5    | 플라멩구 |
| 4    | 헹크 · 올웨이즈 레디 · 더 스트롱기스트 · 아틀레치쿠 미네이루 · 파리 생제르맹 · 피오렌티나 · 인테르나치오날레 · 유벤투스 · 세로 포르테뇨 · 레알 마드리드 |
| 3    | 벨레스 사르스피엘드 · 파우메이라스 · 바르셀로나 · 리버풀 · 맨체스터 시티 · 아탈란타 · 우디네세 · 레온 · 산토스 라구나 · 멜가르 · 우니베르시타리오 · 포르투 · 레알 베티스 · 나시오날 · 데포르티보 라 과이라 |
| 2    | 보카 주니어스 · 라싱 · 산로렌소 · 블루밍 · 호르헤 윌스테르만 · 우니베르시다드 카톨리카 · 우니베르시다드 데 칠레 · 아틀레티코 나시오날 · 에멜레크 · 우니베르시다드 카톨리카 · 애스턴 빌라 · 에버턴 · 맨체스터 유나이티드 · 토트넘 홋스퍼 · 바이어 레버쿠젠 · 볼로냐 · 칼리아리 · 아틀라스 · 크루스 아술 · 몬테레이 · 푸에블라 · 톨루카 · 아약스 · 에먼 · 리베르타드 · 올림피아 · 스포르팅 크리스탈 · 우니베르시다드 세사르 바예호 · 벤피카 · 스포르팅 CP · 알힐랄 · 바르셀로나 · 세비야 · 애틀랜타 유나이티드 FC · 올랜도 시티 SC · 포틀랜드 팀버스 · 페냐롤 · 카라카스 |

#### 국가별 클럽
대회에 참여한 국가들은 강조됐다.
| 선수 | 클럽                                      |
| ---- | ----------------------------------------- |
| 27   | 이탈리아                                  |
| 23   | 스페인                                    |
| 21   | 볼리비아 · 멕시코                         |
| 20   | 잉글랜드                                  |
| 18   | 아르헨티나                                |
| 16   | 브라질 · 미국                             |
| 12   | 포르투갈                                  |
| 11   | 페루                                      |
| 9    | 칠레 · 프랑스 · 파라과이                  |
| 8    | 에콰도르                                  |
| 6    | 콜롬비아 · 베네수엘라                     |
| 5    | 벨기에 · 독일 · 사우디아라비아 · 우루과이 |
| 4    | 네덜란드 터키                             |
| 2    | 그리스 러시아                             |
| 1    | 불가리아 · 캐나다 · 스코틀랜드 · 스위스   |

#### 대륙별 클럽
| 선수 | 클럽     |
| ---- | -------- |
| 117  | UEFA     |
| 93   | CONMEBOL |
| 38   | CONCACAF |
| 5    | AFC      |
| 0    | CAF OFC  |